# Luciano De Bruno
Luciano Ángel De Bruno (Rosario, Santa Fe, Argentina, 8 de junio de 1978) es un exfutbolista argentino.

## Trayectoria
Debutó en 1999 en Rosario Central de Argentina. En 2003 llegó a la Primera División de México a Jaguares de Chiapas, club en el que estuvo solo seis meses. En su regreso a su país pasó a Talleres de Córdoba, donde tuvo sus mejores presentaciones y logrando el tercer puesto en el Torneo Clausura 2004, aunque luego de una reválida con Argentinos Juniors, perdió la categoría. Los torneos siguientes los disputó defendiendo los colores de Club Atlético Lanús y Tiro Federal. Con este último equipo le tocó descender.
En 2006 emigró a Israel para jugar en el Hapoel Tel Aviv F.C., club con el cual ganó la Copa de Israel. En 2007 pasó al AEL Limassol de Chipre, hasta que en 2008 volvió a Argentina para jugar en Gimnasia y Esgrima de Jujuy. En el 2009 tuvo un breve paso por el fútbol de Ascenso de México al jugar con Correcaminos de la UAT. Llega a Ecuador en el 2010 para jugar con el Club Social y Deportivo Macará. En el año 2011 firmó contrato por dos años con el Alumni (Villa María). Luego de un nuevo paso por Tiro Federal de Rosario, tuvo su última participación como futbolista en Deportivo Maipú.

## Clubes
| Club                   | País      | Año       |
| ---------------------- | --------- | --------- |
| Rosario Central        | Argentina | 1999-2002 |
| Jaguares de Chiapas    | México    | 2003      |
| Talleres               | Argentina | 2003-2004 |
| Lanús                  | Argentina | 2004-2005 |
| Tiro Federal           | Argentina | 2005-2006 |
| Hapoel Tel Aviv        | Israel    | 2006-2007 |
| AEL Limassol           | Chipre    | 2007      |
| Gimnasia y Esgrima (J) | Argentina | 2008      |
| Correcaminos           | México    | 2009      |
| Macará                 | Ecuador   | 2010      |
| Alumni (VM)            | Argentina | 2011      |
| Tiro Federal           | Argentina | 2011-2012 |
| Deportivo Maipú        | Argentina | 2012      |

## Palmarés
| Equipo          | País   | Título         | Año     |
| --------------- | ------ | -------------- | ------- |
| Hapoel Tel Aviv | Israel | Copa de Israel | 2006/07 |